# شنای موزون در المپیک تابستانی ۲۰۱۲
مسابقات شنای موزون در بازی‌های المپیک تابستانی ۲۰۱۲ از ۵ اوت تا ۱۰ اوت در لندن برگزار شد.

## خلاصه مدال‌ها
| رویداد | طلا | نقره | برنز |
| Duet   | روسیه (RUS) · ناتالیا ایشچنکو · اسوتلانا روماشینا | اسپانیا (ESP) · اونا کاربونل · آندریا فوئنتس                                                                                 | چین (CHN) · هوانگ ژوچن · لیو او |
| Team   | روسیه (RUS) · آناستازیا داویدووا · ماریا گرامووا · ناتالیا ایشچنکو · الویرا خاسیانووا · داریا کوروباوا · آلکساندرا پاسکویچ · اسوتلانا روماشینا · آلا شیشکینا · آنژلیکا تیمانینا | چین (CHN) · Chang Si · چن ژیائوچون · Huang Xuechen · Jiang Tingting · Jiang Wenwen · Liu Ou · Luo Xi · Sun Wenyan · Wu Yiwen | اسپانیا (ESP) · Clara Basiana · Alba Cabello · Ona Carbonell · Margalida Crespí · Andrea Fuentes · Thaïs Henríquez · Paula Klamburg · Irene Montrucchio · Laia Pons |